# Lebia rufopleura
Lebia rufopleura är en skalbaggsart som beskrevs av Schaeffer. Lebia rufopleura ingår i släktet Lebia och familjen jordlöpare. Inga underarter finns listade i Catalogue of Life.